# Narembeen
Narembeen är en ort i Australien. Den ligger i kommunen Narembeen och delstaten Western Australia, omkring 240 kilometer öster om delstatshuvudstaden Perth.
Trakten runt Narembeen är nära nog obefolkad, med mindre än två invånare per kvadratkilometer.. Narembeen är det största samhället i trakten.
Trakten runt Narembeen består till största delen av jordbruksmark. Genomsnittlig årsnederbörd är 459 millimeter. Den regnigaste månaden är juli, med i genomsnitt 70 mm nederbörd, och den torraste är februari, med 12 mm nederbörd.